# Antimo I di Costantinopoli
Antimo I o Antimio (fl. VI secolo) è stato il patriarca di Costantinopoli dal 535 al 536.

## Biografia
Dopo essere stato vescovo di Trebisonda, si recò a Costantinopoli; grazie all'intercessione dell'imperatrice Teodora fu eletto patriarca alla morte di Epifanio di Costantinopoli.
Dopo la sua adesione al monofisismo, papa Agapito I lo fece deporre dall'imperatore Giustiniano e fu scomunicato durante il concilio di Costantinopoli del 536. La condanna fu rinnovata da un concilio presieduto dal suo successore nel patriarcato Mena (marzo-giugno 536). 
In seguito condusse una vita ascetica presso il palazzo imperiale.
Delle sue opere restano tre lettere scritte in siriaco, frammenti in greco del Sermo ad Iustinianum e gli anatemi contro la dottrina cristologica ortodossa, conservati nella Panoplia Dogmatica dello storico bizantino Niceta Coniata.